# 虞预
虞预（272年—4世纪），字叔宁，東晋经学家，史学家。会稽余姚人（今浙江余姚），出生门阀世族，虞翻后人，虞喜的胞弟。本名虞茂，犯明穆皇后母讳，故改名。
在东晋时曾历任著作郎、散骑常待等官职，进爵平康县侯。

## 子女
- 孫晷妻[1]

## 生年考证
《鲁迅全集》认为虞喜生于281年，但这与其父虞察280年去世且在虞喜出生之后又生下虞预矛盾。张庆民《干宝生平事迹新考》据虞喜永和初年在世、虞预咸和四年（329年）仍在当官且不久后修成《晋书》告老致仕，认为虞喜卒于永和元年（345年），生于270年，虞预约生于272年。

## 著作
著有《晋书》、《会稽典录》等。
其中《晋书》序；《晋书》二十六卷，本四十四卷，讫明帝，今存輯本。 
《会稽典录》二十篇、《诸虞传》十二篇，诗赋碑诔论难数十篇。
唐朝刘知几《史通·杂述》以为虞预《会稽典录》等“郡书”：“矜其乡贤，美其邦族，施于本国，颇得流行，置于他方，罕闻爱异。”

## 延伸阅读
[在维基数据编辑]
 《晉書·卷082》，出自房玄齡《晉書》